# Università statale del Kuban'
L'Università statale del Kuban' (KubGU, in russo Куба́нский госуда́рственный университе́т?, Kubanskij gosudarstvennyj universitet) è un ente di istruzione accademica russo situato a Krasnodar.

## Struttura
- Istituto di istruzione professionale secondaria
- Facoltà di matematica e scienze informatiche
- Facoltà fisico-tecnica
- Facoltà di chimica e alte tecnologie
- Facoltà di biologia
- Istituto di geografia, geologia, turismo e servizi
- Facoltà di tecnologie informatiche e matematica applicata
- Facoltà di economia
- Facoltà di legge
- Facoltà di gestione e psicologia
- Facoltà di storia, sociologia e relazioni internazionali
- Facoltà di lettere
- Facoltà di filologia germanica e romanza
- Facoltà di arte grafica
- Facoltà di architettura e design
- Facoltà di giornalismo
- Facoltà di pedagogia, psicologia e comunicazione